# Heterusia deprivata
Heterusia deprivata är en fjärilsart som beskrevs av Walker 1862. Heterusia deprivata ingår i släktet Heterusia och familjen mätare. Inga underarter finns listade i Catalogue of Life.